# Нова Штифта (Содражиця)
Нова Штифта (словен. Nova Štifta) — поселення в общині Содражиця, регіон Південно-Східна Словенія, Словенія.